# Бык (приток Днестра)
Бык (рум. Bîc) — река в Молдавии, правый приток Днестра. Длина 155 км, площадь бассейна — 2150 км². На Быке расположена столица Молдавии — Кишинёв.

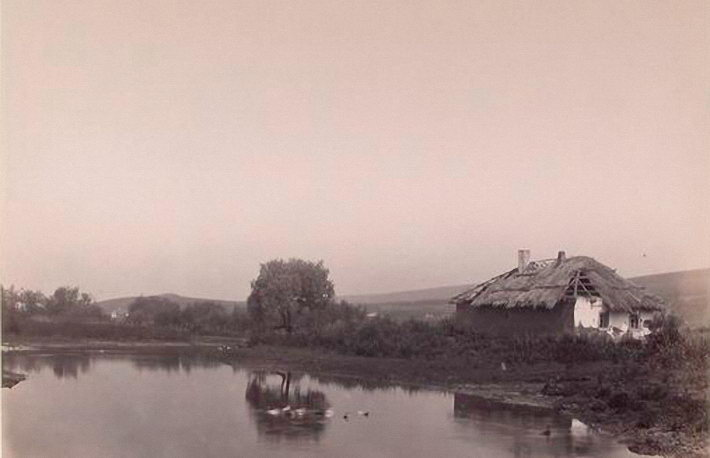
Река Бык в 1889 году

В верхнем течении протекает по возвышенности Кодры по глубокому ущелью. На реке находится Гидигичское водохранилище. Впадает в Днестр на 225 километре от его устья. Крупнейшие притоки: Быковец и Ишновец, оба правые.
Средний расход воды у Кишинёва — 1,8 м³/с.
В отдельные годы пересыхает на время от нескольких суток до двух-четырёх месяцев, превращаясь в цепочку озёр-стариц. Среднегодовой расход воды у Кишинёва — 1 м³/с. Среднегодовой сток у устья — 184 млн м³ (5,83 м³/с). Абсолютный максимум расхода составлял 45,7 м³/с 9.09.1989 г., абсолютный минимум — 0,010 м³/с (08.09.2007 г.).